# إروين بويد
إروين بويد (بالإنجليزية: Irwin Boyd)‏ هو لاعب هوكي الجليد أمريكي، ولد في 13 نوفمبر 1908، وتوفي في 12 نوفمبر 1979.

## وصلات خارجية
- إروين بويد على موقع دوري الهوكي الوطني (الإنجليزية)
- إروين بويد على موقع قاعة مشاهير الهوكي (لاعب أن.إتش.أل) (الإنجليزية)
- إروين بويد على موقع EliteProspects.com (الإنجليزية)
- إروين بويد على موقع HockeyDB.com (الإنجليزية)
- إروين بويد على موقع Hockey-Reference.com (الإنجليزية)